# خودای‌بردینو
خودای‌بردینو (انگلیسی: Khudayberdino) یک شهرک در شهرستان کوگارچینسکی جمهوری باشقیرستان در کشور روسیه است.